# 매니토바주의 기

매니토바 주의 기

매니토바 주 총독의 기

매니토바 주의 기는 매니토바주의 깃발이다. 빨간 바탕에 유니언 잭이 붙어있으며, 매니토바 주의 문장이 새겨진 형태의 기이다.